# Roger Brunet
Pour les articles homonymes, voir Brunet.
 (mai 2019).
Roger Brunet, né le 30 mars 1931 à Toulouse, est un géographe français, professeur des universités et directeur de recherche émérite du CNRS.
Il est l'une des figures de la géographie de la deuxième moitié du XXe siècle. Fondateur du GIP RECLUS (Réseau d'étude des changements dans les localisations et les unités spatiales), un réseau d'équipes de recherche qui a produit des analyses importantes sur les dynamiques du territoire, à l'échelle nationale et européenne.
Il est aussi à l'origine d'une Géographie Universelle, en dix volumes, qui reprennent les questionnements de la géographie de Brunet, et mobilisent notamment les chorèmes, mode de représentation de l'espace qu'il a développé au cours de sa carrière.
Il est par ailleurs le fondateur de deux revues, L'Espace géographique, en 1972, et Mappemonde en 1986.
Les champs de recherche de Roger Brunet sont diversifiés. Il travaille sur la question de l'aménagement du territoire, sur l'épistémologie de la géographie, sur la sémiologie graphique ou encore la toponymie.

## Biographie

### Années de formation
Né à Toulouse, Roger Brunet y poursuit des études supérieures à l'université. Il est reçu major à l'agrégation de géographie en 1953, et soutient sa thèse de doctorat d'État sur « Les campagnes toulousaines » et une thèse complémentaire sur « Les phénomènes de discontinuité en géographie » en 1965.

### Carrière universitaire
Successivement chef de travaux, maître-assistant, maître de conférences et professeur à l'université de Toulouse (1957-1966), Roger Brunet quitte ensuite le Sud pour la Champagne en devenant professeur à l'université de Reims (1966-1976), directeur de l'Institut de géographie de Reims et directeur-fondateur de l'Institut d'aménagement du territoire et d'environnement de l'université de Reims.
Roger Brunet rejoint ensuite Paris, où il devient directeur de recherche au CNRS, directeur du Centre de documentation des sciences humaines et du laboratoire Intergéo (1976-1981).

### Conseiller ministériel
Entre 1981 et 1984, il est conseiller technique au cabinet du ministre de la Recherche et de la Technologie (Jean-Pierre Chevènement puis Laurent Fabius), chargé des Sciences de l'Homme et de la Société, puis chef du département des Sciences de l'homme et de la société au ministère de la Recherche.

### Fonctions de conseil
- Présidences :
  - CEIBAP (Centre d'études inter-universitaire du Bassin parisien)
  - CELAM (Comité d'étude et de liaison pour l'aménagement de la Marne)
  - Comité scientifique du laboratoire d'anthropologie sociale du Collège de France
  - Grand Colloque de Prospective du ministère de la Recherche sur la Géographie (1990)
  - Association pour la Fondation Sud
- Nominations ou élections : 
  - Comité consultatif des Universités
  - Comité national de la Recherche scientifique
  - diverses Commissions du Plan
  - Commission Diderot
  - Conseil national de l'Information géographique
  - Conseil national de la Statistique
  - Conseil d'administration et Commission des Sciences humaines de l'ORSTOM
  - Conseil scientifique de la DATAR
  - Conseil national de l'Aménagement du Territoire (1990-1993)
  - Conseil scientifique de l'Institut français de l'Environnement
  - Conseil scientifique de l'INRA
  - Comité scientifique de la Fédération de l'Éducation nationale
  - Association RECLUS

## Apport à l'étude de la géographie
En 1984, il fonde le Groupement d'intérêt public RECLUS (Réseau d'étude des changements dans les localisations et les unités spatiales), nom choisi en hommage à Élisée Reclus, l'un des premiers auteurs d'une géographie universelle, entre 1855 et 1894. Entre 1990 et 1996, ce groupe de chercheurs élabore une nouvelle et colossale Géographie universelle en dix volumes.
Il crée et dirige les revues l'Espace géographique (1972-2003) et Mappemonde (1986-2004).
Il est aussi particulièrement célèbre pour avoir été au cœur du développement d'une nouvelle méthode de représentation schématique de l'espace, les chorèmes, dans les années 1980. Il est d'ailleurs l'inventeur de ce néologisme. Après avoir été largement utilisée, même dans l'enseignement secondaire, la chorématique est aujourd'hui moins répandue et de plus en plus critiquée. Grâce à ces chorèmes, il modélise la dorsale européenne et met en avant l'impact économique et géographique de l'axe rhénan sur les directives politiques des pays de l'Europe occidentale.
Il a lancé vers 2000 la création du site web appelé « Trésor des régions », site qui décrit pour la France l'ensemble des régions, départements, villes et conurbation, ou autres lieux remarquables. Cette vaste base de données rédigée de sa main a été achevée en 2010. Pour cela il s'est appuyé sur ses expériences antérieures : il avait en 1972-1974 publié aux éditions Larousse Découvrir la France, puis dans les années 1980 il avait lancé le projet, au sein du GIP RECLUS, d'une « base de données mondiale des localisations qui changent ».
Dans Géographes, génération 1930, à propos de Roger Brunet, Paul Claval, Olivier Dollfus, François Durand-dastès, Armand Frémont, Fernand Verger, Presses Universitaires de Rennes, collection Espace et territoires, 2009, 228 p., préface de Marie-Claire Robic, on trouvera une mise en perspective de sa vie professionnelle au sein des collègues proches de la revue Espace géographique, ainsi qu'un choix personnel au sein de ses propres écrits.
Son collègue Yves Lacoste le décrit comme « un bon géographe » « dont l'idéologie marxiste allait étrangement dans le même sens que l'influence américaine... Il cherchait à trouver partout dans les formes d'organisation humaine, un panthéon de figures géométriques », les chorèmes. Lacoste avance que Brunet « détestait la géographie physique et préférait l'abstraction pure », ce qu'il dénonce comme une vanité.

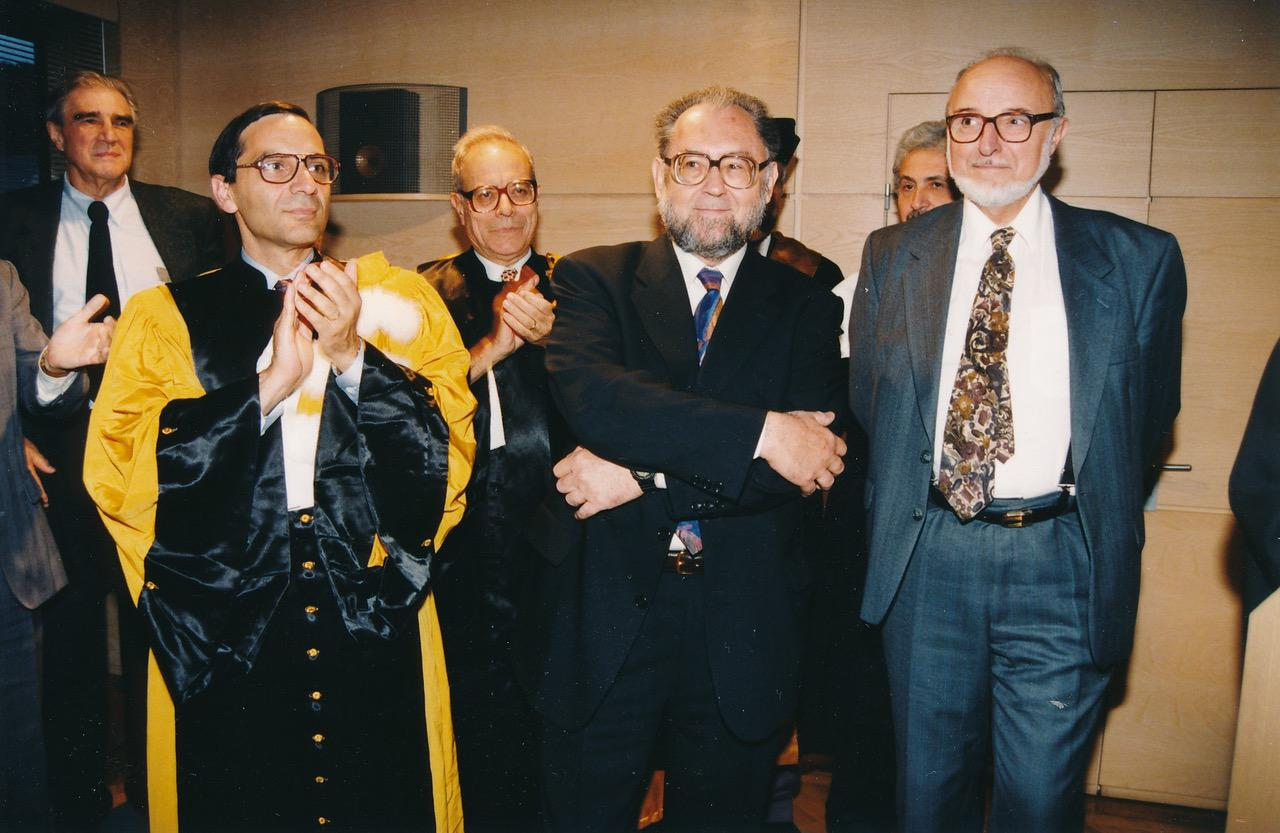
Roger Brunet (2e à droite), Paul Claval (1er à droite) et Jean Malaurie (1er à gauche au deuxième rang).
lauréats du prix Vautrin Lud 1996.

## Hommages et distinctions
- Prix Vautrin-Lud du Festival international de géographie de Saint-Dié-des-Vosges (1996)
- Il est docteur honoris causa des universités de Liège et de Lausanne.

## Principales publications
- Les Campagnes toulousaines, Université de Toulouse, 1965.
- Les Phénomènes de discontinuité en géographie, CNRS, 1967.  télécharger
- Découvrir la France, Paris, Larousse, 1972-74, 7 volumes (dir.).
- Champagne, Basse-Bourgogne, Pays de Meuse, Paris, Flammarion, 1980.
- Atlas mondial des zones franches et paradis fiscaux, Fayard-Reclus, 1986.  (ISBN 2-213-01798-0)
- Le Redéploiement industriel, Reclus-ministère de l'Industrie, 1986.  (ISBN 2-86912-008-7)
- France, dynamiques du territoire, Datar-Reclus, 1986 (dir., avec J. Sallois).  (ISBN 2-86912-009-5)
- La Carte, mode d'emploi, Paris-Montpellier, Fayard-Reclus, 1987.  (ISBN 2-213-01848-0)
- La Vérité sur l'emploi en France, Larousse, 1987 (dir.).  (ISBN 2-03-503006-4)
- Montpellier Europole, Montpellier, Reclus, 1988 (dir.).  (ISBN 2869120206 et 978-2869120204)
- La France dans l'espace européen, Reclus-GEM Régions, 1988.  (ISBN 978-2-86912-023-5)
- Les Villes « européennes », Montpellier-Paris, Datar-Reclus, La Documentation française, 1989.  (ISBN 2-11-002200-0)
- Le Déchiffrement du Monde, in Géographie Universelle t. 1 : Mondes nouveaux, 1990.  (ISBN 2-01-014826-6)
- Le Territoire dans les turbulences, Montpellier, Reclus, 1990. (ISBN 2-86912-034-X et 2701127505) édité erroné
- Vers des réseaux transeuropéens, Reclus-GEM Réseaux et territoires, 1991.  (ISBN 2869120389 et 978-2869120389)
- Les Mots de la géographie, dictionnaire critique, Reclus-La Documentation française, 1992, 3e éd. 1993 (dir., avec R. Ferras et H. Théry), 518 p.  (ISBN 2-11-003036-4)
- La France, un territoire à ménager, Paris, Édition°1, 1994.  (ISBN 2-863-91611-4)
- La Russie nouvelle, Paris, La Documentation française (La Doc. Photographique), 1994.
- Atlas de la Russie et des pays proches (avec D. Eckert et V. Kolossov), Reclus-La Documentation française, 1995.  (ISBN 2-11-003428-9)
- La Russie et les pays proches, in Géographie Universelle t. 10 : Europes orientales, Russie, Asie centrale, Belin-Reclus, 1996.  (ISBN 2-7011-1673-2)
- Champs et contrechamps. Raisons de géographe, Paris, 1997, Belin.  (ISBN 2-7011-2104-3)
- Territoires de France et d'Europe. Raisons de géographe, Paris, 1997, Belin.  (ISBN 2-7011-2105-1)
- L'Aménagement du Territoire, Paris, La Documentation française (La Doc. Photographique), 1997.
- Le Déchiffrement du Monde. Théorie et pratique de la géographie, Paris, Belin, 2001, coll. Mappemonde, 400 p.  (ISBN 2-7011-2956-7)
- La Russie. Dictionnaire géographique, Paris, La Documentation française, 2001, coll. Dynamiques du territoire, 480 p.  (ISBN 2-11-004882-4)
- Le Diamant : un monde en révolution, Paris, Belin, 2003, 416 p.  (ISBN 2-7011-3195-2)
- Le Développement des territoires : formes, lois, aménagement, Paris, Éditions de l'Aube, 2005,  (ISBN 2-7526-0071-2)
- (en) Roger Brunet, Sustainable Geography, Londres, ISTE-Wiley, 2011, 352 p. (ISBN 978-1-118-62262-9 et 1-118-62262-6, lire en ligne)
- Atlas de la Touraine, La Crèche, Geste, 2016, 256 p.  (ISBN 978-2-36746-499-2)
- Trésor du terroir. Les noms de lieux de la France, Paris, CNRS Éditions, 2016, 656 p.  (ISBN 978-2-271-08816-1)
- Atlas du Berry, La Crèche, Geste, 2017, 288 p.  (ISBN 978-2-36746-808-2)
- Le Déchiffrement du monde. Théorie et pratique de la géographie, Paris, Belin, 2017, coll. Alpha, 528 p.  (ISBN 978-2-410-01194-4)
- Nouveaux territoires, nouveaux noms de la France. Paris, Hermann, 2021, 237 p.  (ISBN 979-1-03-700628-8)